# Wanda Wereszczyńska
Wanda Wereszczyńska (ur. 20 czerwca 1910 w Kościelcu, zm. 7 grudnia 1978 w Częstochowie) – polska malarka i pedagog.

## Życiorys
Urodziła się w 1910 roku w rodzinnym majątku w Kościelcu pod Częstochową jako córka Stefana i Jadwigi z Kobyłeckich. W latach 1922–1925 uczyła się w warszawskiej szkole im. Cecylii Plater-Zyberkówny, a w 1930 w Prywatnej Szkole Malarstwa prof. Adama Rychtarskiego w Warszawie. Malarstwo studiowała na Wydziale Malarstwa i Wydziale Malarstwa Dekoracyjnego warszawskiej Akademii Sztuk Pięknych od 1931.
Jej kariera nabrała tempa jeszcze przed wybuchem II wojny światowej. W 1935 dwie martwe natury jej autorstwa włączono do Wystawy Malarstwa w Wilnie, a dwa lata później na Międzynarodowej Wystawie Plastyki w Bukareszcie przedstawiono siedem jej pejzaży. Obrazy Wereszczyńskiej znajdowały także nabywców wśród instytucji państwowych. Jej praca „Nad stawem” została w 1937 zakupiona przez Fundusz Kultury Narodowej działający przy Prezydium Rady Ministrów.
W 1938 uzyskała dyplom na Wydziale Pedagogicznym warszawskiej Akademii Sztuk Pięknych, dzięki czemu uczyła w późniejszych latach przedmiotów artystycznych, a rok później ukończyła studia w zakresie malarstwa i otrzymała z Funduszu Kultury Narodowej stypendium obejmujące wyjazd do Włoch. Wybuch II wojny światowej uniemożliwił jednak wyjazd.
Podczas niemieckiej okupacji została wysiedlona przez Niemców z kościeleckiego majątku w 1941 roku do Częstochowy, gdzie pozostała także po wojnie. W czasie okupacji zniszczeniu uległa też ponad setka jej prac malarskich.
Po wojnie była współzałożycielką częstochowskiego liceum plastycznego oraz wiceprezesem oddziału Związku Polskich Artystów Plastyków. W Liceum Sztuk Plastycznych w latach 1945–1948 była nauczycielem. W 1962 zorganizowano indywidualną wystawę jej prac w warszawskiej Zachęcie. W 1965 otrzymała Złoty Krzyż Zasługi, została też odznaczona Krzyżem Kawalerskim Orderu Odrodzenia Polski i odznaką Zasłużony Działacz Kultury.
Malowała głównie martwe natury, kwiaty, pejzaże i portrety. Jej prace prezentowano w Moskwie, Pekinie, Londynie, Teheranie i Mińsku, a obecnie znajdują się w zbiorach w Warszawie, Krakowie, Kielcach, Częstochowie, Bytomiu i Opolu oraz w Wielkiej Brytanii i Kanadzie.
Została pochowana na cmentarzu w Borownie.

## Upamiętnienie
7 grudnia 1998 na fasadzie kamienicy przy ul. Dąbrowskiego 15 została odsłonięta brązowa tablica z portretem artystki.